# Nairóbi
Nairóbi ou Nairobi é a capital, cidade mais populosa e principal centro financeiro, econômico, corporativo e cultural do Quénia. É a maior cidade da África Oriental e está localizada a cerca de 1 700 metros de altitude, às margens do rio Nairobi, no sul do país.
Sua população, de acordo com estimativas de 2009, era de 3 138 298 habitantes, distribuídos dentro dos limites da cidade e mais de 3,5 milhões em sua região metropolitana, segundo estimativas de 2010. Situa-se dentro do condado de mesmo nome, da qual também é capital.
Fundada em 1899, sendo uma das cidades mais jovens da África, substituiu Mombaça como capital do Protectorado Britânico da África Oriental em 1905, e posteriormente foi adotada como capital da República do Quénia, formada depois da independência do Reino Unido, em 1963.
Figurando como o principal e mais desenvolvido centro urbano, administrativo, cultural, financeiro e comercial do Quénia, a cidade é a mais populosa da África Oriental e, consequentemente, a 12ª do continente africano. Nos últimos anos, Nairóbi vem despontando como um dos mais prósperos centros africanos, ampliando sua influência regional não apenas no aspecto urbano, mas como no financeiro, politico e cultural. Os habitantes da cidade são chamados de nairobianos ou nairobienses. O nome da cidade, "Nairóbi", é derivado de Enkare Nairobi, frase que na língua massai quer dizer, literalmente, "Águas Gélidas".

## História

### Fundação
Em maio de 1899, os britânicos, que haviam iniciado a colonização do leste da África, construíram em Nairóbi um terminal ferroviário que fazia a ligação entre Mombaça e Quisumu. A região era apenas habitada por nómadas. No dia 16 de abril de 1900, as principais leis da cidade foram instituídas e a cidade tinha na época um raio de uma milha e meia a partir do escritório do sub-comissionário em Ucamba. Em 24 de julho um comité de cinco homens falou com o sub-comissionário para relatar os problemas da cidade, tais como excesso de bazares e lojas não planeadas, inexistência de candeeiros de rua, de ruas próprias, de dinheiro, de polícias, de recolha de lixo, de conservação. Em 1901 havia apenas uma escola e foi nesse ano que foi fundado o Nairobi Club. No final desse ano o comité ganhou ainda o poder de fazer novas leis. A cidade continuou a crescer economicamente graças ao uso da linha de comboios para exportar, e a população crescia com a chegada de novos barcos. Mais tarde a cidade melhorou em serviços públicos, e bancos como o National Bank of India e o Heubner & Company, hotéis e outros centros de comércio fixaram-se em Nairóbi. Esta foi a mesma altura em que o bazar cresceu bastante.
Depois da Primeira Guerra Mundial, viria a aumentar muito o trânsito de automóvel e a cidade se tornou uma base de negócios e governo.

### Era contemporânea
A embaixada dos Estados Unidos, na altura localizada na baixa de Nairóbi, foi bombardeada em agosto de 1998 pela Al-Qaeda, como uma da série de bombardeamentos de embaixadas americanas. Mais de 200 pessoas morreram. É agora o lugar dum parque memorial.
Em 2005 houve manifestações violentas em Nairóbi contra a nova constituição proposta, e a manifestação foi considerada anti-Mwai Kibaki.
Em 21 de setembro de 2013, Nairóbi sofreu um ataque terrorista da milícia radical islâmica Al-Shabab, em represália dessa milícia contra a presença de militares do Quênia e da ONU na Somália .

## Geografia

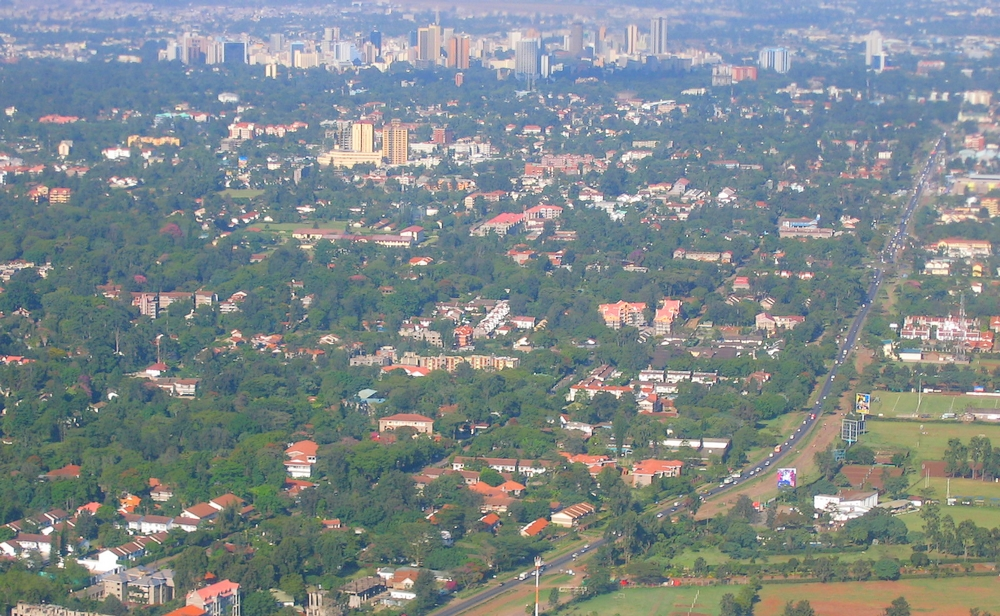
Fotografia aérea de Nairóbi

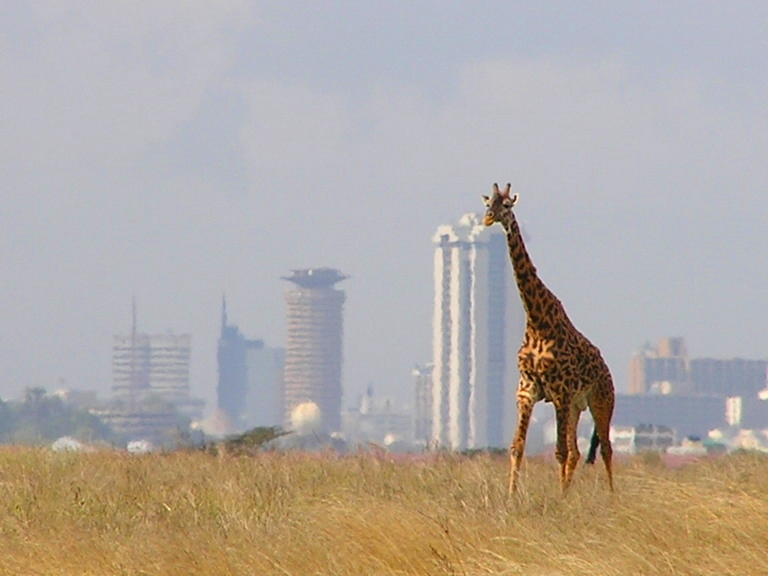
Girafa no Parque Nacional de Nairóbi

Nairóbi situa-se na região Centro-Sul do país, num planalto de 1 662 m de altitude, a 480 quilómetros de Mombaça (principal porto marítimo do Quénia).

### Parques
Nairóbi possui muitos parques e espaços abertos. Grande parte da área urbana do município tem densa cobertura de árvores e muitos espaços verdes. O mais famoso parque em Nairóbi é o Parque Uhuru, situado no distrito central, no bairro Upper Hill. O nome do parque, Uhuru, significa "Liberdade" na língua suaíli, sendo usado principalmente como um um centro de discursos ao ar livre, serviços públicos e comícios políticos.

### Clima
Seco a maior parte do ano, os únicos meses chuvosos são abril, maio e novembro. A precipitação é de aproximadamente 66 milímetros por ano. Abril é o mês mais chuvoso da cidade, enquanto julho é o mais seco. A diferença da temperatura média entre o inverno (18 °C) e o verão (20 °C) é pequena, devido a sua localização próxima a Linha do Equador e em uma altitude elevada. O mês mais quente é março, com a média de 22 °C.
| Dados climatológicos para Nairóbi | Dados climatológicos para Nairóbi | Dados climatológicos para Nairóbi | Dados climatológicos para Nairóbi | Dados climatológicos para Nairóbi | Dados climatológicos para Nairóbi | Dados climatológicos para Nairóbi | Dados climatológicos para Nairóbi | Dados climatológicos para Nairóbi | Dados climatológicos para Nairóbi | Dados climatológicos para Nairóbi | Dados climatológicos para Nairóbi | Dados climatológicos para Nairóbi | Dados climatológicos para Nairóbi |
| Mês                               | Jan                               | Fev                               | Mar                               | Abr                               | Mai                               | Jun                               | Jul                               | Ago                               | Set                               | Out                               | Nov                               | Dez                               |                                   |
| --------------------------------- | --------------------------------- | --------------------------------- | --------------------------------- | --------------------------------- | --------------------------------- | --------------------------------- | --------------------------------- | --------------------------------- | --------------------------------- | --------------------------------- | --------------------------------- | --------------------------------- | --------------------------------- |
| Temperatura máxima média (°C)     | 24,5                              | 25,6                              | 25,6                              | 24,1                              | 22,6                              | 21,5                              | 20,6                              | 21,4                              | 23,7                              | 24,7                              | 23,1                              | 23,4                              |                                   |
| Temperatura mínima média (°C)     | 11,5                              | 11,6                              | 13,1                              | 14,0                              | 13,2                              | 11,0                              | 10,1                              | 10,2                              | 10,5                              | 12,5                              | 13,1                              | 12,6                              |                                   |
| Precipitação (mm)                 | 64,1                              | 56,5                              | 92,8                              | 219,4                             | 176,6                             | 35,0                              | 17,5                              | 23,5                              | 28,3                              | 55,3                              | 154,2                             | 101,0                             |                                   |
| Fonte: WorldWeather.org           |                                   |                                   |                                   |                                   |                                   |                                   |                                   |                                   |                                   |                                   |                                   |                                   |                                   |

## Economia

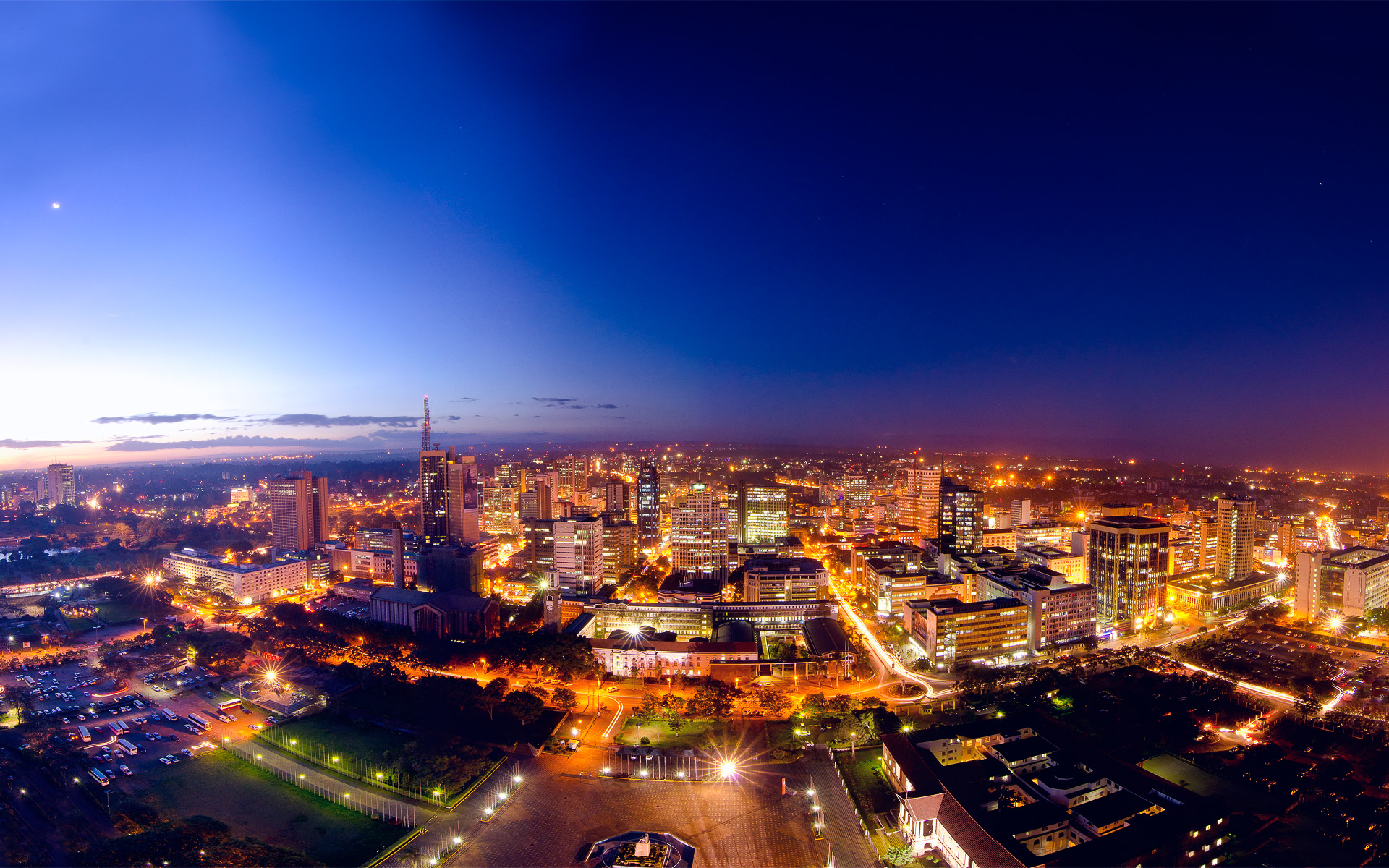
Centro financeiro de Nairóbi à noite

Em Nairóbi localiza-se o maior parque industrial do Quénia, bem como o principal centro financeiro do país, concentrado pela Bolsa de Valores de Nairóbi. A indústria ferroviária é a principal geradora de empregos do setor, mas há ainda fábricas de bebidas, cigarros e alimentos industrializados. O turismo tem grande importância económica para a cidade. Os produtos agrícolas produzidos na região que circunda Nairóbi são transportados para o porto de Mombaça para exportação.
Nairóbi desempenha ainda importante papel na Comunidade da África Oriental. É bem servida por rodovias e ferrovias que a ligam a Mombaça, à Tanzânia, ao lago Vitória e ao Uganda. O Aeroporto Internacional Jomo Kenyatta, a 15 quilómetros da cidade, é um dos maiores da África.

### Turismo
Nairóbi é uma das poucas cidades no mundo a possuir um parque nacional dentro de seus limites territoriais, tornando-se um destino turístico de excelência, bem como, conta com várias outras atrações turísticas. O mais famoso é o Parque Nacional de Nairóbi, o único parque de vida selvagem em uma grande cidade no mundo. O parque, criado em 16 de dezembro de 1946, contém muitos animais, incluindo leões, girafas e rinocerontes-negros. O parque abriga mais de 400 espécies de aves.
Conta com universidades, museus de história natural, bibliotecas, teatros e galerias de arte. Alguns destaques são a Grande Mesquisa e o Parque Nacional de Nairóbi, uma reserva natural perto da cidade. Outros destaques são construções de edifícios, deixando a cidade iluminada à noite, e também pela arquitetura de suas casas.

## Demografia

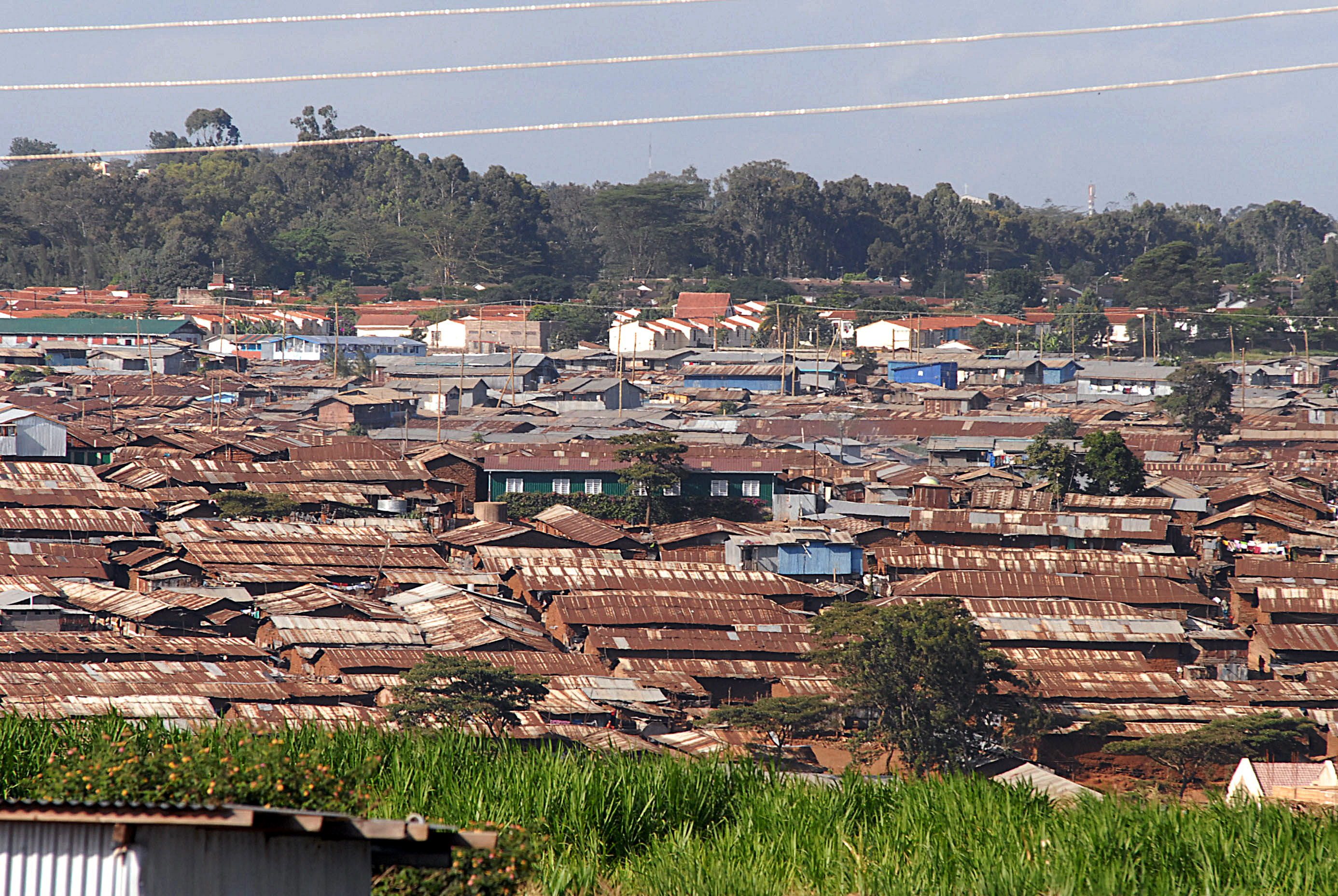
Quibera, a maior favela do mundo, com cerca de 2,5 milhões de habitantes.

Nairóbi sofreu uma das maiores taxas de crescimento entre as cidades da África. Desde a sua fundação, em 1899, Nairóbi cresceu e tornou-se a maior cidade da África Oriental, apesar de ser a cidade mais jovem da região.
A taxa de crescimento de Nairóbi é atualmente de 4,1%. Estima-se que a população de Nairóbi chegue aos 5 milhões de habitantes em 2020 e 6 milhões de habitantes em 2025. A população se compõe em várias etnias negras e minorias de origem inglesa e indiana.

### Habitação e condições de vida
Há uma grande variedade em relação às condições de vida em Nairóbi. A maior parte da população de Nairóbi vivem na pobreza ou extrema pobreza. Estima-se que metade da população vive em favelas que, por sua vez, cobrem apenas 5% da área urbana da cidade.
O crescimento das favelas é resultado da deficiência da urbanização, planejamento urbano e a indisponibilidade de empréstimos para assalariados de baixa renda.

## Infraestrutura

### Transportes
Há projetos que estão sendo implementados na necessidade de descongestionar o trânsito da cidade. Vários projetos foram concluídos, como a Estação Ferroviária Syokimau, enquanto outros projetos ainda estão em andamento. O Quénia assinou um acordo bilateral com o Uganda para facilitar o desenvolvimento conjunto da ferrovia que interliga Nairóbi à Mombaça e Campala. A linha de filial também será estendida para Quisumu. Da mesma forma, o Quénia assinou um Memorando de Entendimento com o Governo da Etiópia, para o desenvolvimento da ferrovia que interliga Lamu à Adis Abeba, que também beneficiará o transporte ferroviário em Nairóbi. O desenvolvimento desta ferrovia está entre os projetos prioritários na área do transporte, visto pelo governo.
O desenvolvimento desse meios de transporte é visto como alternativa para reduzir os custos de transporte, devido ao rápido movimento de bens e pessoas na região, também aumentando o comércio, o bem-estar socioeconômico do norte do Quénia e reforçando o potencial do país na atração de investimentos de todo o mundo. Nairóbi é vista como parte central deste desenvolvimento.

#### Aéreo

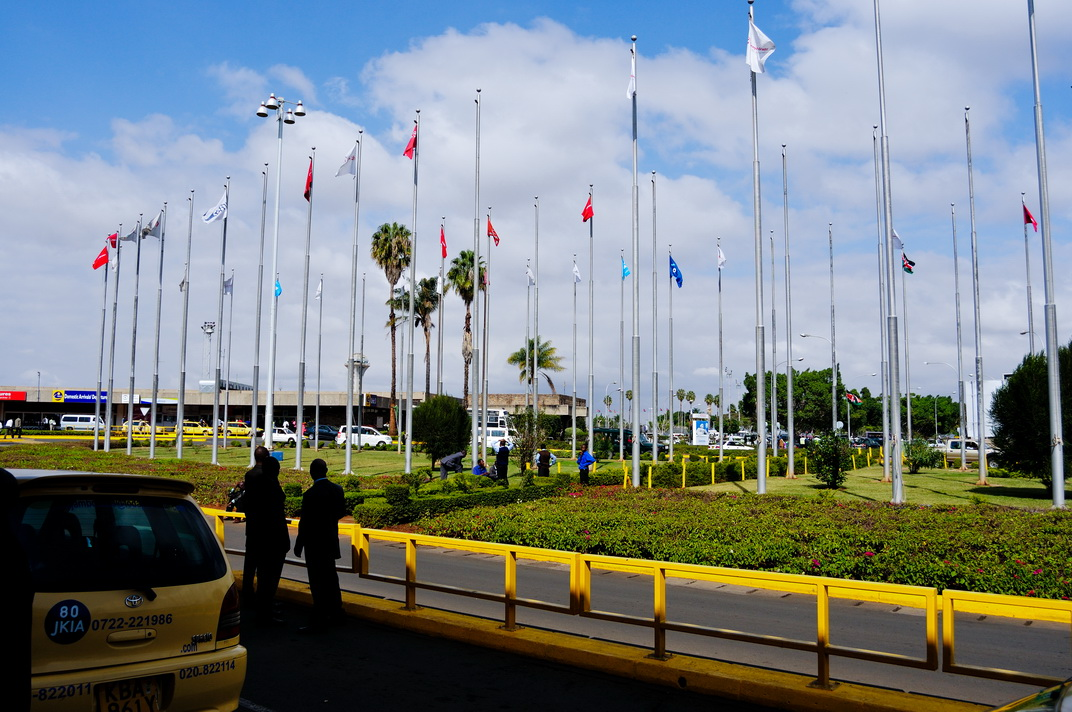
Aeroporto Internacional Jomo Kenyatta

Nairóbi é servida principalmente pelo Aeroporto Internacional Jomo Kenyatta. É o maior aeroporto da África Central e recebeu mais de 4,9 milhões de passageiros em 2008. O aeroporto serve, além de Nairóbi, quase todas as cidades do Quénia, além de outras cidades menores da região do Leste e Centro da África. O aeroporto está situado a 20 quilômetros do Distrito Empresarial Central de Nairóbi. Este serve diretamente os passageiros intercontinentais da Europa e da Ásia. Recentemente, o aeroporto foi atualizado pelo órgão regulador da aviação mundial, ICAO, e há planejamentos para expandir o aeroporto visando acomodar o aumento do tráfego aéreo, atendendo a voos diretos de destinos distantes, como dos Estados Unidos e Canadá. Além disso, um debate está em curso no governo para adicionar uma segunda pista no aeroporto.

#### Matatus

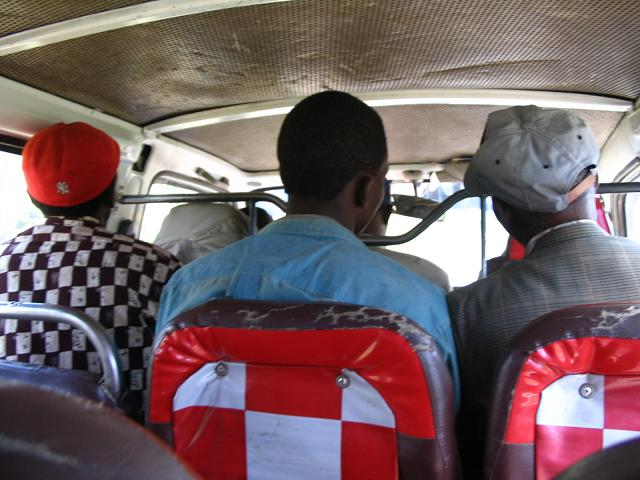
Vista do interior de um matatu

Os Matatus são a forma mais comum de transporte público em Nairóbi. Matatu, que se traduz literalmente como "três cêntimos para um passeio", são um tipo de microônibus e a forma mais popular de transporte local, geralmente com 14 ou 24 assentos. Os matatus operam dentro da área urbana de Nairóbi e em outras cidades próximas. O destino seguido pelo matatu é impresso na lateral do meio de transporte, e estes operam em rotas específicas, sendo identificados por números de rotas. Os Matatus são facilmente distinguíveis pelos seus esquemas de pintura extravagantes, com várias decorações coloridas, e enfeites. Estes também são conhecidos pela fragilidade do sistema de segurança que oferecem, resultado de uma condução com superlotação e imprudente. Muitos destes são equipados com sistemas de som potentes e telas de televisão para o entretenimento dos passageiros.
Em 2004 foi aprovada uma lei exigindo que todos os matatus incluíssem cintos de segurança e reguladores de velocidade em suas dependências, além de uma pintura obrigatória de uma faixa amarela. A lei foi tida como polêmica, vista como pressão pelos proprietários de matatu por parte do governo. A velocidade permitida para matatus, estabelecida por lei, é de 80 quilômetros por hora. Em dezembro de 2010, o governo iniciou uma política para eliminar progressivamente o matatu como um meio de transporte público. Consequentemente, há novos matatus licenciados para operar a partir de 2011.

#### Ônibus
O uso do ônibus como meio de transporte na cidade também é muito comum. Existem quatro empresas de ônibus que operam as principais rotas da cidade: Kenya Bus Service (KBS), Citi Hoppa, MOA e Double M. Os ônibus que servem ao transporte público são distinguíveis pela sua cor verde, sendo que alguns ônibus da empresa MOA são duplos e possuem cor roxa. Outros ônibus da empresa Double M possuem as cores branca e azul.

#### Rodovias
Dentro dos projetos da Rede Rodoviária Transafricana, a cidade de Nairóbi serve como um ponto de conexão entre a Rodovia Lagos–Mombaça, de acesso à Mombaça (sudeste) e Campala (noroeste), e a Estrada Pan-Africana, de acesso à Adis Abeba (norte) e Dodoma (sul).

### Educação

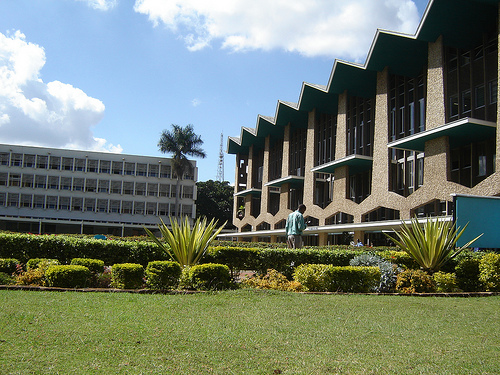
Universidade de Nairóbi

Nairóbi possui algumas instituições de ensino superior: a Universidade de Nairóbi, maior e mais antiga universidade no Quénia, criada em 1951, possuíndo mais de 50 mil estudantes; a Universidade Kenyatta, de caráter pública, criada em 1985; a Universidade de Strathmore, privada confessional católica, foi criada como um colégio de nível avançado em 1961, tendo se tornado uma universidade em 1966.

### Abastecimento de água
Um dos problemas que comprometem a economia  e as condições de vida do país é a escassez de água, causada pela seca e desmatamento. Três do quatro rios que abasteciam a represa Andacaini secaram. Em 2009, o problema foi acentuado pelo desvio ilegal da água que serviria a cidade para fazer a irrigação de fazendas. Por isso, toda a população, mesmo a de bairros nobres, teve de comprar água para suportar o racionamento.